# Will Grayson, Will Grayson
Will Grayson, Will Grayson (anglicky Will Grayson, Will Grayson) je román spisovatelů Johna Greena a Davida Levithana. Kniha se řadí k literatuře pro mládež. Byla vydána roku 2010 v New Yorku. Do českého jazyka ji přeložila Veronika Volhejnová roku 2016. Kniha pojednává o dvou klucích, kteří jsou absolutně rozdílní, a to jediné, co mají společné, je jméno Will Grayson. Kniha také otevírá téma LGBT komunity. 

## Děj
Kniha má tři hlavní hrdiny – Willa Graysona, Drobka Coopera a Willa Graysona. První Will Grayson je obyčejný, chytrý kluk, středoškolák žijící v Chicagu. Žije se svými rodiči, lékaři. Will se ve svém životě řídí zásadami (nemluví s cizími lidmi, nikoho o nic nežádá apod.) a snaží se být ve škole nenápadný. Jeho velkým kamarádem je Drobek Cooper, díky kterému je Will na očích více, než by se mu chtělo. Jeho kamarád Drobek je gay, který svou orientaci nijak neschovává, a dokonce ji vyzdvihl i ve svém muzikálu. Drobek je vysoký, mohutný a ví o něm všichni. 
Druhý Will Grayson je student, který trpí obrovskými depresemi a denně bere několik léků kvůli své kolísavé náladě. Žije s matkou a je taktéž gay jako Drobek. O něm to však nikdo neví, i přes to se za to nijak nestydí, ale myslí si, že nikomu do toho nic není. Willa nedělá nic šťastným, pouze jeho online vztah s Isaacem. Isaac ale nakonec není Isaac, ale dívka jménem Maura, Willova vrstevnice, kterou zná ze školy. 
I proto, že Willův nejlepší kamarád Drobek je gay a druhý Will je také gay, potkají se tito dva stejně pojmenovaní kluci na netradičním místě, a to v obchodu se sexuálními pomůckami (sex shop). Na tomto místě se Will dozví že Isaac nepřijde, protože žádný Isaac neexistuje. Drobek se seznámí s druhým Willem a příběh poté vygraduje při muzikálu Drobka Coopera.  

## Recenze
Recenze na stránce Databázeknih.cz jsou ve větším množství kladné. Čtenáři chválí oba autory za zpracování knihy, píší že jim příběh připadá jako hra dvou skvělých autorů, kteří se celou dobu předháněli a dotvářeli si vzájemně příběhy a oba vyčnívali. Hodně čtenářů také naráželo na vulgarismy v příběhu, které podle nich ale patří k dnešní mládeži, a tak by neměly nikoho pohoršovat. Kniha podle většiny čtenářů vypraví o lidech, kteří mají problémy, ale nebojí se o nich mluvit, neboť mají přátele a kamarády, kteří jim vždy pomohou. Příběh také otevírá téma sexuality a LGBT komunity, která by podle čtenářům mohla mnoha lidem pomoci, pokud si v tomto ohledu nejsou jistí svou orientací.
Dle Nikol Ludvigové jsou postavy v příběhu moc pěkně vykresleny a oceňuje odvahu být skutečně takoví, jací jsme. Monika Zavřelová v recenzi na IDnes.cz upozornila, že v době vydání šlo o poslední Greenův dosud nepřeložený román – v českém prostředí byl autor čtenáři objeven o několik let později než v anglicky mluvícím světě a jeho starší knihy se překládaly postupně.
V další recenzi ze stránky deníku The Guardian čtenářka popisuje, že ji velmi překvapilo že John Green nepsal příběh Willa Grayson, který uměl obratně mluvit a používat správně velká písmena. Podle recenzenta se tak ukázalo, že John Green dokáže ponořit i do mysli postavy, která je úplně jiná než on sám, a uvěřitelným způsobem za ni psát. Také popisuje, že to není náročná kniha, ba naopak je to velmi jednoduchý příběh, který má své zápletky a je podaný s citem. Uvádí, že je příběh krásně podaný jako celek, není nijak uspěchaný a dodává čtenáři pocit, jako by byl v příběhu s hlavními hrdiny.